# Wyken (Shropshire)
Wyken – osada w Anglii, w hrabstwie Shropshire. Leży 33 km na południowy wschód od miasta Shrewsbury i 192 km na północny zachód od Londynu.